# Circulation
Circulation è una rivista scientifica nata nel 1950 e pubblicata da Lippincott Williams & Wilkins per l' American Heart Association. 
La rivista pubblica articoli relativi alla ricerca e alla pratica delle malattie cardiovascolari, inclusi studi osservazionali, studi clinici, epidemiologia, servizi sanitari e studi sui risultati e progressi nella ricerca applicata e di base. Il suo fattore di impatto (IF) del 2019 è 23.603, classificandola al primo posto tra le riviste nella categoria cardiache e sistema cardiovascolare.
Dal 2008 la rivista si è specializzata in sei settori:
- aritmia ed elettrofisiologia http://circep.ahajournals.org/
- insufficienza cardiaca http://circheartfailure.ahajournals.org/
- imaging cardiovascolare http://circimaging.ahajournals.org/
- interventi cardiovascolari http://circinterventions.ahajournals.org/
- qualità e risultati cardiovascolari http://circoutcomes.ahajournals.org/
- genomica e medicina di precisione http://circgenetics.ahajournals.org/